# 薛伯寿
薛伯寿（1936年—），男，江苏泰兴人，中国中医学家，中国中医科学院广安门医院主任医师，第三届国医大师。